# Günter Klein (Theologe)

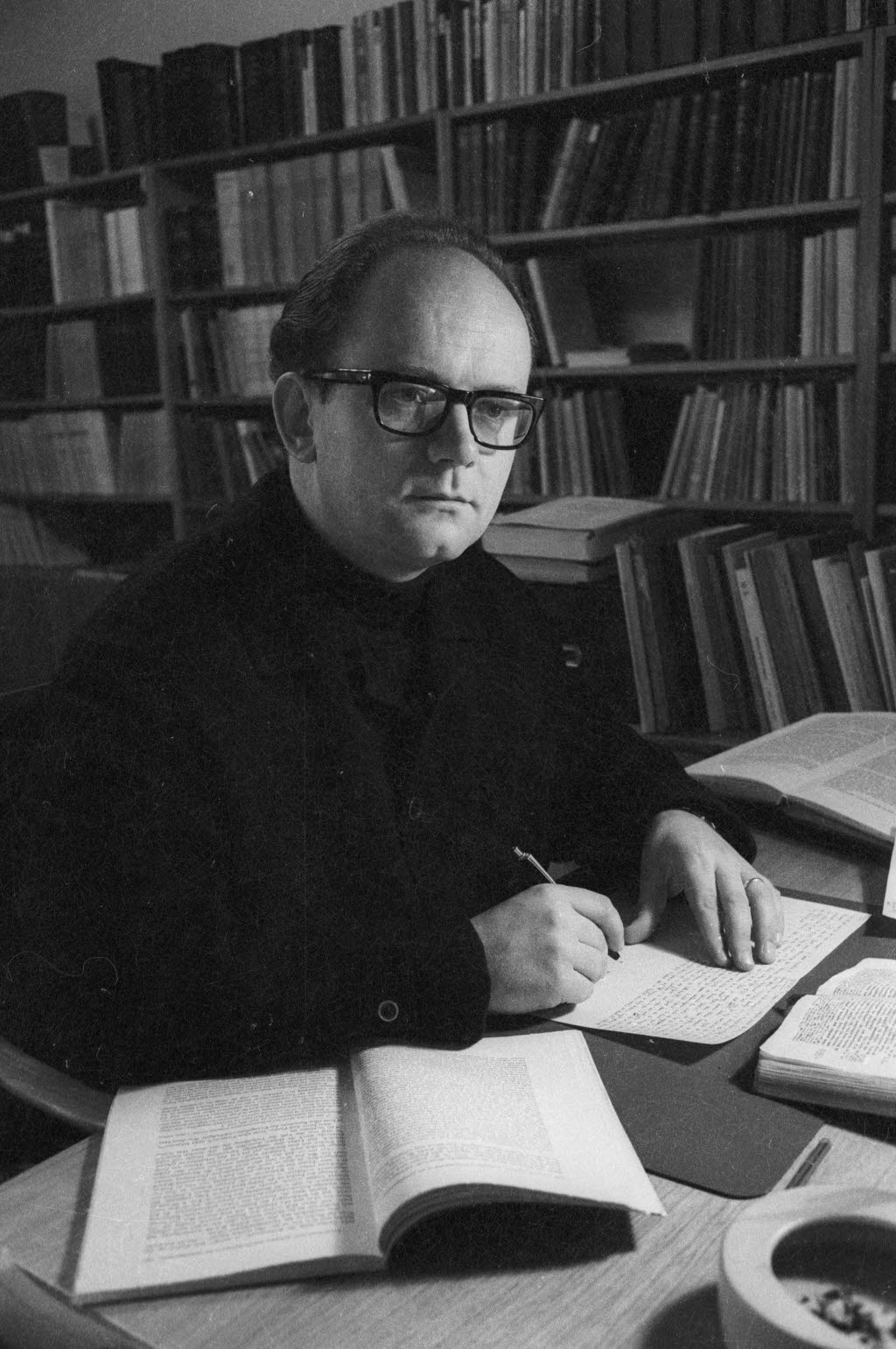
Günter Klein (1967)

Günter Klein (* 12. Januar 1928 in Barmen (heute zu Wuppertal); † 27. Dezember 2015) war ein deutscher evangelischer Theologe und ordentlicher Professor für Neues Testament.

## Leben
Günter Klein studierte evangelische Theologie an den Universitäten Wuppertal, Marburg und Tübingen. 1952 bestand er das erste und 1956 das zweite theologische Examen. 1959 wurde er in Bonn mit einer Arbeit über das Apostelbild des Lukas zum Dr. theol. promoviert. 1961 habilitierte er sich, ebenfalls an der Universität Bonn, für das Fach Neues Testament mit einer Arbeit über die Einheit der Kirche bei Paulus und begann als Dozent in Bonn seine Lehrtätigkeit.
Im Jahr 1964 wurde Günter Klein Ordinarius für Neues Testament an der Christian-Albrechts-Universität zu Kiel und folgte von dort 1967 dem Ruf auf einen Lehrstuhl für Neues Testament an der Evangelisch-Theologischen Fakultät der damaligen Westfälischen Wilhelms-Universität in Münster, wo er auch Direktor des Neutestamentlichen Seminars wurde.
Der Theologe lehrte und forschte bis zu seiner Emeritierung im Jahr 1993 in Münster.

## Veröffentlichungen (Auswahl)
- Die 12 Apostel. 1961.
- Theologie des Wortes Gottes. 1964.
- Rekonstruktion und Interpretation. 1969.
- Ärgernisse. 1970.
- Predigten. 1971.